# 牛津 (喬治亞州)
牛津（英語：Oxford）是一個位於美國喬治亞州牛頓縣的城市。

## 地理
牛津的座標為33°37′27″N 83°52′12″W / 33.62417°N 83.87000°W，而該地的平均海拔高度為232米（即761英尺）。

## 人口
根據2010年美國人口普查的數據，牛津的面積為6.60平方千米，當中陸地面積為6.60平方千米，而水域面積為0.00平方千米。當地共有人口2134人，而人口密度為每平方千米323.33人。